# Une histoire inventée
Une histoire inventée é um filme de drama canadense de 1990 dirigido e escrito por André Forcier e Jacques Marcotte. Foi selecionado como representante do Canadá à edição do Oscar 1991, organizada pela Academia de Artes e Ciências Cinematográficas.

## Elenco
- Tony Nardi
- Jean Lapointe
- Louise Marleau
- Charlotte Laurier